# Malchow (Meclemburgo-Pomerania Anteriore)
Malchow è una città del Meclemburgo-Pomerania Anteriore, in Germania.
Appartiene al circondario della Seenplatte del Meclemburgo ed è capoluogo dell'Amt Malchow.

## Geografia fisica
La cittadina si trova nella Mecklenburgische Seenplatte ("Tavoliere lacustre del Meclemburgo"), una vasta area forestale e lacustre della regione. Nel suo territorio si estende l'omonimo lago e pure una parte del lago di Petersdorf. Sempre nella regione si trova il Parco Nazionale della Müritz.

## Storia
Malchow fu uno dei centri del paganesimo slavo durante il Medioevo. Il centro venne saccheggiato dai sassoni nel 1147 durante una crociata contro gli slavi occidentali (Wenden). Essa venne citata come centro eretto su un'isola fra il lago di Plau ed il Fleesensee per la prima volta su un documento scritto proprio in quell'anno.

Nei pressi di Malchow, dal 1943 al 1945, fu operativo un omonimo campo di lavoro nazista, sottocampo di Ravensbrück.

## Amministrazione

### Gemellaggi
Malchow è gemellata con:
- Langballig
- Moormerland
- Quickborn
- Gniewino
- Boxholm
- Uckfield
- Arques-la-Bataille